# Waldoschmittia
Waldoschmittia, en ocasiones erróneamente denominado Waldoschimittia, es un género de foraminífero bentónico de la subfamilia Falsoguttulininae, de la familia Polymorphinidae, de la superfamilia Polymorphinoidea, del suborden Lagenina y del orden Lagenida. Su especie-tipo es Waldoschmittia angularis. Su rango cronoestratigráfico abarca el Holoceno.

## Discusión
Waldoschmittia es considerado un species inquirenda, es decir, de identidad dudosa ya que es homónimo de un género de porífero. Clasificaciones previas incluían Berthelinopsis en la superfamilia Nodosarioidea.

## Clasificación
Waldoschmittia incluye a las siguientes especies:
- Waldoschmittia angularis
- Waldoschmittia australis

Otra especie considerada en Waldoschmittia es:
- Waldoschmittia laguardana, de posición genérica incierta